# Los Angeles Wolves
Los Angeles Wolves từng là một đội bóng đá chuyên nghiệp tại Mỹ và thi đấu trong hai mùa giải. Năm 1967, họ chơi tại United Soccer Association, và lên ngôi vô địch giải đấu, sau đó vào năm 1968 họ là một trong những nhà sáng lập của North American Soccer League.

## United Soccer Association
Năm 1966, một nhóm các doanh nhân thể thao người Mỹ và Canada, dẫn đầu bởi Jack Kent Cooke, đã thành lập nên United Soccer Association (USA) với ý định tổ chức một giải bóng đá chuyên nghiệp. USA ban đầu đã có ý định thành lập một giải đấu vào mùa xuân năm 1968. Tuy nhiên có một giải đấu đối thủ, National Professional Soccer League, thông báo rằng họ đã sẵn sàng thành lập vào năm 1967. Không muốn thua cuộc trước đối thủ, phía USA đã quyết định đẩy nhanh tiến độ thành lập và đưa giải đấu vào thực tiễn. Không có được sự phục vụ của các cầu thủ của chính họ, giải đấu đã chọn đưa trực tiếp các đội bóng từ châu Âu và Nam Mỹ về thi đấu. Ý định ban đầu là để các đội bóng khách mời đại diện cho một khu vực trong mùa giải đầu tiên, cho họ thêm thời gian để xây dựng đội hình riêng của chính họ cho mùa giải tiếp theo. Wolverhampton Wanderers, đội bóng đã giành quyền thăng hạng lên English First Division vào cuối mùa giải 1966-67, sau đó đã đại diện cho khu vực Los Angeles. Cooke ban đầu có ý định gọi họ là Los Angeles Zorros, nhưng khi đạt được sự đồng thuận với Wolverhampton Wanderers, họ đi đến quyết định sử dụng nickname "Wolves".
Wolves thi đấu ở bảng miền Tây cùng với San Francisco Golden Gate Gales, Chicago Mustangs, Houston Stars, Vancouver Royal Canadians và Dallas Tornado.  Những đội bóng trên được đại diện lần lượt bởi ADO Den Haag, Cagliari Calcio, Bangu AC, Sunderland và Dundee United. Trong số mười hai đội bóng ở giải đấu đó, Wolves với đội hình được huấn luyện bởi Ronnie Allen và có sự phục vụ của Derek Dougan, nổi lên là một trong những đội mạnh nhất giải. Sau khi vô địch bảng miền Tây, việc tung đồng xu đã cho họ quyền để tổ chức trận play-off với đội vô địch bản miền Đông, Washington Whips, đội được đại diện bởi Aberdeen. Trận đấu có 17,824 khán giả đến xem ở sân Los Angeles Coliseum. Wolves giành ngôi vô địch bằng việc đánh bại Whips với tỉ số 6–5 sau 36 phút bù giờ. Bốn bàn thắng được ghi chỉ trong một khoảng thời gian 4 phút ở giữa hiệp hai và mỗi đội đều ghi được một bàn ở hiệp phụ. Trận đấu được định đoạt khi hậu vệ của Whips, Ally Shewan đá phản lưới nhà.

## NASL
Vào tháng 12 năm 1967, USA sát nhập với  National Professional Soccer League để thành lập North American Soccer League. Như một hệ quả, Wolves trở thành một trong những thành viên sáng lập của giải đấu mới. Trong mùa giải đầu tiên 1968, Wolves thi đấu ở Bảng Thái Bình Dương cùng với San Diego Toros, Oakland Clippers và Vancouver Royals. Với đội bóng được dẫn dắt bởi Ray Wood và có sự phục vụ của Carlos Metidieri, nhưng không có cầu thủ nào của Wolverhampton Wanderers, họ đã thất bại trong việc tái lập thành công của mùa trước. Sau khi về đích thứ ba ở hạng đấu, Wolves là một trong số những đội bóng của NASL bị giải thể chỉ sau một mùa giải. Ý tưởng đưa các đội bóng về để đại diện cho các khu vực được đưa trở lại vào mùa giải 1969 và Wolverhampton Wanderers trở lại Hoa Kỳ, lần này đại diện cho Kansas City Spurs, và lên ngôi vô địch NASL International Cup.

## Theo từng năm
| Năm  | Giải đấu | W  | L | T  | Điểm | Mùa giải thường           | Playoff                    | Lượng khán giả trung bình |
| ---- | -------- | -- | - | -- | ---- | ------------------------- | -------------------------- | ------------------------- |
| 1967 | USA      | 5  | 5 | 2  | 15   | 1st, Bảng miền Tâu        | Vô địch                    | 7,777                     |
| 1968 | NASL     | 11 | 8 | 13 | 139  | 3rd, Bảng Thái Bình Dương | Không đủ điều kiện tham dự | 2,441                     |

## Huấn luyện viên
- Ronnie Allen
- Ray Wood

## Cầu thủ
| - Mike Bailey (TV) (1967) - Jorge Benitez (TĐ) (1968) 11 trận, 6 bàn - David Burnside (TV) (1967) 12 trận, 1 bàn - Danny Campbell (TV) (1968) 32 trận, 1 bàn - Derek Dougan (TĐ) (1967) 11 trận, 3 bàn - Alun Evans (TĐ) (1967) - Graham Hawkins (HV) (1967) - Ernie Hunt (TĐ) (1967) 10 trận, 4 bàn - Tony Knapp (HV) (1968) 30 trận, 1 bàn - Peter Knowles (TĐ) (1967) 12 trận, 3 bàn - Carlos Metidieri (TĐ) (1968) 32 trận, 16 bàn - Phil Parkes (TM) (1967) 7 trận - Gerald Taylor (HV) (1967) - Bobby Thomson (HV) (1967) 12 trận, 3 bàn - Ray Veall (TV) (1968) 31 trận, 4 bàn - David Wagstaffe (TV) (1967) 10 trận - Terry Wharton (TĐ) (1967) 10 trận - Les Wilson (HV) (1967) - Ray Wood (TM) (1968) |

## Di sản
Vào năm 2014, cái tên "Wolves" đã được làm sống lại bởi một đội bóng tại United Premier Soccer League có tên là LA Wolves FC.